# Álarcos hegyitangara
Az álarcos hegyitangara (Tephrophilus wetmorei) a madarak osztályának verébalakúak (Passeriformes) rendjébe és a tangarafélék (Thraupidae) családjába tartozó Tephrophilus nem egyetlen faja.
Magyar neve forrással nincs megerősítve.

## Rendszerezése
A fajt Robert Thomas Moore amerikai üzletember és ornitológus írta le 1934-ben. Egyes szervezetek a Buthraupis nembe sorolják Buthraupis wetmore néven.

## Előfordulása
Az Andokban, Ecuador, Kolumbia és Peru területén honos. Természetes élőhelyei a szubtrópusi és trópusi hegyi esőerdők és magaslati cserjések. Állandó, nem vonuló faj.

## Megjelenése
Testhossza 20 centiméter.

## Természetvédelmi helyzete
Az elterjedési területe kicsi és csökken, egyedszáma 1500-7000 példány közötti és szintén csökken. A Természetvédelmi Világszövetség Vörös listáján sebezhető fajként szerepel.